# Светиловка (Амурская область)
Свети́ловка — село в Белогорском районе Амурской области, Россия.
Образует Светиловский сельсовет.

## География
Село Светиловка стоит на левом берегу реки Томь, в 8 км до впадения её слева в Зею.
Дорога к селу Светиловка идёт на запад от Белогорска (вниз по левому берегу Томи) через сёла Никольское, Ключи и Киселеозёрку, расстояние — 30 км.
От села Светиловка на юг (вниз по левому берегу Зеи) идёт дорога к селу Великокнязевка.

## Население
| 2002 | 2010 | 2012 | 2013 | 2014 | 2015 | 2016 |
| ---- | ---- | ---- | ---- | ---- | ---- | ---- |
| 522  | ↘473 | ↘452 | ↘443 | ↘438 | ↘434 | ↘430 |
| 2017 | 2018 |      |      |      |      |      |
| ↘426 | ↘413 |      |      |      |      |      |

По данным переписи 1926 года по Дальневосточному краю, в населённом пункте числилось 123 хозяйства и 697 жителей (345 мужчин и 352 женщины), из которых преобладающая национальность — украинцы (72 хозяйства).

## Инфраструктура
- Сельскохозяйственные предприятия Белогорского района.